# Jeffree Star
Jeffree Star (pseudonimul lui Jeffrey Lynn Steininger Jr., n. 15 noiembrie 1985) este o celebritate de origine americană, makeup artist, antrepenor și muzician. El este creatorul și deținătorul firmei Jeffree Star Cosmetics.
Până în 2006, Jeffree Star  a devenit cea mai urmărită persoană de pe MySpace. El a folosit aceasta platforma pentru a-și promova cariera sa muzicală. În 2009, Star și-a lansat primul și singurul album de studio, Beauty Killer  care a inclus piese precum "Lollipop Luxury"  cu Nicki Minaj. El a pornit în câteva  turnee mondiale pentru a-și promova muzica. În 2010, el a semnat cu Akon—care l-a descris pe Jeffree Star ca "următoarea Lady Gaga"—cu planuri de a lansa un al doilea album. Cu toate acestea, nu a fost niciodată lansat și Jeffree Star a parasit brusc industria muzicală în 2013, în circumstanțe neclare.
În anul următor, el a fondat propria companie de cosmetice, Jeffree Star Cosmetics. Ulterior el a început promovarea brand-ului pe YouTube, unde a adunat mai mult de 10 de milioane de abonați și peste 1 miliard de vizualizări, începând din 2018.
Jeffree Star s-a născut în Orange County, California. Tatăl său, Glen Steininger, s-a sinucis când Jeffree Star avea  6 ani și a fost crescut numai de mama sa Laurie Steininger, un model care practica modeling. Ca si copil, Jeffree Star a început în mod regulat să experimenteze cu machiajele mamei lui și a convins-o să-l lase să se machieze la școală, în liceu.  S-a mutat la Los Angeles după ce a absolvit liceul, sprijinindu-se financiar din job-uri ca și make up artist, model și din muzică. El a mai spus că își petrecea weekend-urile, folosind ID uri false pentru a intra la cluburi din Hollywood, îmbrăcat în rochii mini și tocuri înalte de 9 cm. Vedetele îl contactau pe Jeffree Star pentru o ședință de machiaj acasă.  Jeffree Star a spus că weekend-urile petrecute socializând prin cluburi și sfaturile de make up pe care le-a oferit l-au condus înspre cariera de modeling.

## Cariera

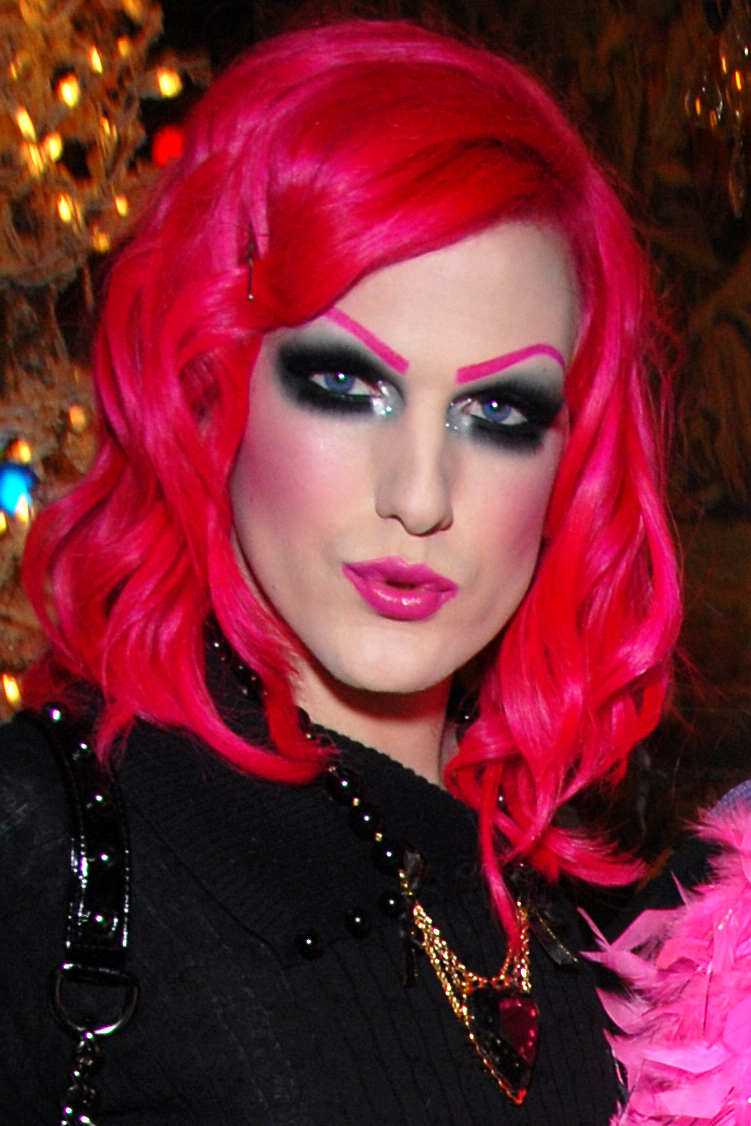
Jeffree Star în Decembrie 2007

### MySpace
Jeffree Star a folosit reteaua de socializare  numita Myspace  pentru a-și asigura viitorul carierei sale în muzică dar și în design vestimentar. El a folosit de asemenea Myspace pentru a povesti despre viața lui, dezbătând subiecte despre încrederea în sine, faimă, frumusețe și viață. Jeffree Star și-a construit o bază de fani  pe mai multe site-uri, dar a convins pe mulți să i se alăture pe Myspace, oferindu-i un număr mare de urmăritori de la început. Pozele lui de pe Myspace obțineau  rapid peste 50.000 de comentarii atunci când posta. De asemenea, Jeffree Star a devenit cunoscut ca unul dintre cei mai populari artiști independenți, fiind plasat în topul clasamentului  Myspace 

### Cariera muzicală
Cariera muzicală a lui Jeffree Star ca și cântăreț de muzică pop și vocalist a început atunci când s-a împrietenit cu bateristul lui Samantha Maloney numit Peaches' , care l-a încurajat să facă muzică. În vara anului 2007, Jeffree Star a participat în turul: True Colors Tour 2007  unde a călătorit prin 15 orașe din Statele Unite și Canada. Concertele au fost sponsorizate de canalul de televiziune LGBT Logo și  au început pe data de 8 iunie 2007, pentru a coincide cu  Pride month.
Jeffree Star și-a lansat primul și singurul album de studio Beauty Killer în 2009, care a ajuns pe locul 7 în US Billboard Top Electronic Albums. Albumul a inclus piese precum "Lollipop Luxury" cu Nicki Minaj. El a pornit în mai multe turnee mondiale pentru a-și promova muzica. În 2010, el a semnat cu Akon—care l-a descris pe Jeffree Star  ca "următoarea Lady Gaga"—cu planuri de a lansa un al doilea album. Cu toate acestea,  nu a fost niciodată lansat și Jeffree Star a părăsit industria muzicală în 2013, în circumstanțe neclare. Mai târziu, el a spus că semnând cu casa de discuri Akon este "cea mai mare greșeală pe care am făcut-o vreodată."
El a apărut în cea de-a doua versiune a videoclipului lui Kesha, single-ul "Take It Off" din anul 2010. Jeffree Star a lucrat cu mai mulți artiști, precum: Blood on the Dance Floor,  Deuce, Milionari, și Larry Tee.

### Jeffree Star Cosmetics
În 2014, Jeffree Star a creat brand-ul de machiaje numit: Jeffree Star Cosmetics, din economiile sale. Brand de tip de e-commerce.  A început să facă videoclipuri pentru promovarea brand-ului său pe YouTube, ulterior devenind un popular YouTuber acumulând mai mult de 9 milioane de abonați și peste 1 miliard de vizualizări, începând din 2018. Revista Bustle l-a descris  ca "un muzician și o fostă celebritate pe Myspace care s-a reinventat în tutorialele de make-up pe YouTube ." Primele sale produse de cosmetică pe care le-a lansat au fost o colecție de rujuri lichide, urmând  palete iluminatoare, scrub de buze, palete cu farduri de pleoape, îmbrăcăminte și accesorii, cum ar fi oglinzi și borsete de machiaj. Primul magazin fizic al brand-ului Jeffree Star Cosmetics s-a deschis la Westfield Garden state Plaza în Paramus, New Jersey la 11 august 2018.

## Viața personală
Jeffree Star locuiește în Calabasas, California.

## Discografie
- Beauty Killer (2009)